# Louis Blasi
Pour les articles homonymes, voir Blasi.
Louis Blasi (7 août 1891 - 17 août 1944), est un résistant français fusillé par les Allemands le 17 août 1944 à Sainte-Radegonde près de Rodez, Aveyron. Il est commissaire principal de police à Carcassonne, Aude en 1939.

## Biographie
Louis Blasi est né le 7 août 1891 à Torreilles, commune des Pyrénées-Orientales, près de Perpignan.  Ses parents, François et Catherine Blasi, y sont agriculteurs[réf. nécessaire]. 

### La Première Guerre mondiale
Il s'engage dans la Marine à dix-huit ans en janvier 1910.  Il obtient le brevet de canonnier pointeur et est nommé instructeur à l’école de canonnage de Toulon[réf. nécessaire].
À la mobilisation, le 2 août 1914, il est embarqué comme maître canonnier sur le cuirassé Gaulois et y restera affecté jusqu’au 8 octobre 1916. Il prend part à la Bataille des Dardanelles.  Le Gaulois fait partie de la flotte franco-anglaise qui bombarde les côtes de l’empire ottoman et qui participe à la grande tentative d’attaque du 18 mars 1915 contre les bastions de la Turquie défendant le détroit des Dardanelles.   Le Gaulois subissant un feu nourri de l’artillerie côtière est gravement touché et s’enfonce par l’avant.  Il devra sortir du champ de bataille et aller s’échouer sur une île près de Drepano pour ne pas sombrer. Renfloué, il reprendra la mer pour Toulon pour y être réparé.
Envoyé en Serbie, Louis Blasi prend part aux combats et à la retraite de Serbie dans l'Expédition de Salonique du Front d’Orient.

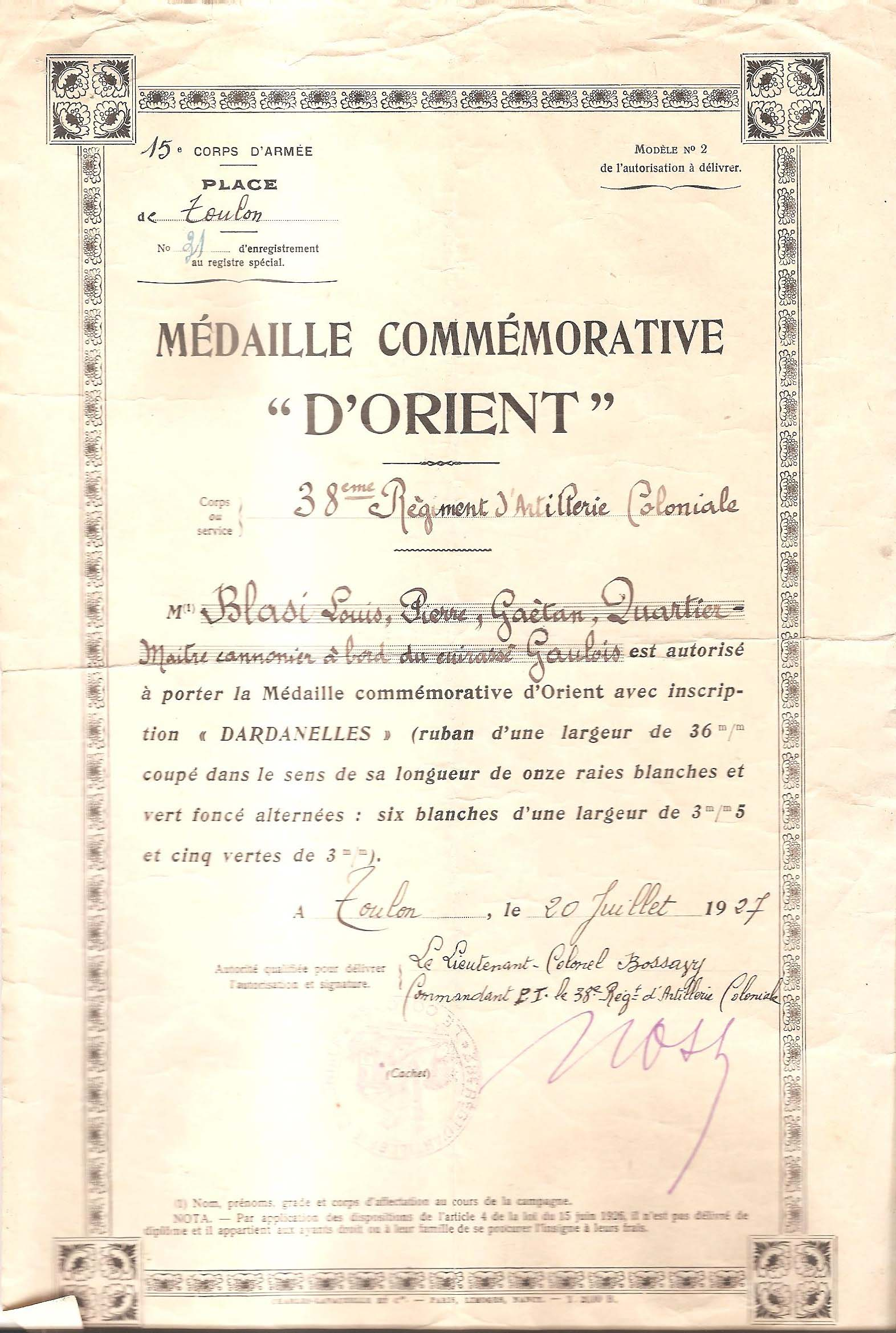
Certificat de la Médaille Commémorative D'Orient avec inscriptionDardanelle

Il quitte la Marine en octobre 1918.

### Après la Guerre: carrière dans la Police.

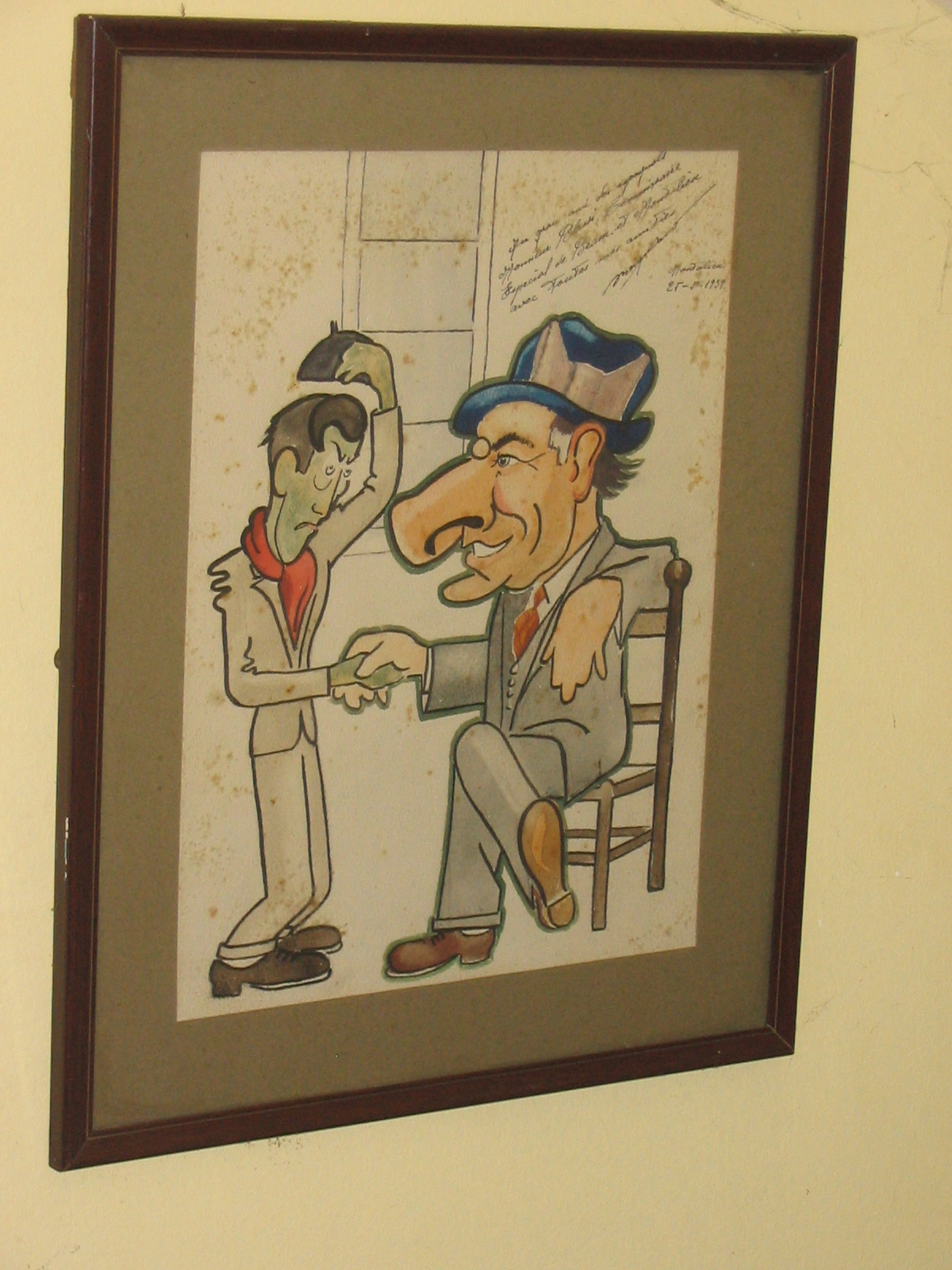
Caricature de Louis Blasi offerte par un réfugié espagnol du Camp de Bram en 1939

Il passe le concours d’inspecteur de police en 1919 et est admis dans les cadres de la Sûreté générale, il débute à Bordeaux dans la police mobile.  Il est bientôt muté à Narbonne, comme inspecteur principal de police spéciale puis comme officier de police judiciaire[réf. nécessaire].
Reçu au concours de commissaire de police en 1930, il va exercer ses fonctions à Lunel pour revenir deux ans après en décembre 1933 à Narbonne, comme commissaire central. Il reste à Narbonne jusqu’en août 1937[réf. nécessaire].
Il est nommé commissaire spécial, chef de service à Carcassonne le 3 mai 1937. Il assure la bonne marche de son secteur et organise trois camps de réfugiés dans l’Aude: Bram, Montolieu et Couiza. Les réfugiés sont en majorité des espagnols, fuyant la guerre civile. Il est chargé du contrôle des entrées et sorties, des identifications et des renseignements.
Il reçoit la  Légion d’honneur le 8 août 1939 et il est nommé commissaire principal chef du service départemental des Renseignements généraux de Carcassonne[réf. nécessaire].
Parallèlement, il entre dans la franc-maçonnerie, à Narbonne, il appartient à la loge « La Libre pensée » du Grand Orient de France.

### La Seconde Guerre mondiale: La Résistance

#### La révocation
Quand la guerre éclate, il est commissaire principal de police à Carcassonne mais en raison de son appartenance maçonnique, il est révoqué par le Préfet de Carcassonne, représentant du Gouvernement de Vichy. À la suite de la loi du 17 août 1941 sur les membres de la franc-maçonnerie, il est déclaré démissionnaire d'office le 31 décembre 1941[réf. nécessaire].

#### Le réseau Gallia
Il entre dans la résistance dans le réseau Gallia, au bureau central de renseignements et d'action BCRA, et rejoint le Maquis (résistance) dans la région de Rodez. Il est nommé chef du service Renseignements avec le grade de Lieutenant des F.F.C. Forces françaises combattantes[réf. nécessaire]..
Il accomplit de nombreuses missions secrètes sous le nom de « Fiat » et il est recherché et poursuivi par la Gestapo et par la Milice française. C’est pour lui et surtout pour sa famille une période extrêmement difficile, il doit se cacher pour échapper aux recherches tout en continuant ses missions. Il échappe plusieurs fois à l’arrestation.

#### L'arrestation à Rodez et l'exécution à Sainte Radegonde
Lors d’une mission, le 14 juin 1944, il est arrêté dans un café par la Gestapo à Rodez. Bien qu’ayant des faux-papiers, il a probablement été dénoncé. Il est interné à la prison militaire de Rodez d’où il ne peut plus donner de nouvelles[réf. nécessaire].
Il meurt le 17 août 1944, veille de la libération de la ville, les Allemands se préparent au départ et décident d’exécuter les 30 prisonniers, la plupart ayant pris une part active à la Résistance. L’ordre est donné et ils sont conduits, attachés deux par deux, au champ de tir de Sainte-Radegonde près de Rodez où ils sont fusillés et sommairement enterrés. Dans la nuit les troupes d’occupation abandonnent Rodez. Le lendemain, au matin, les corps atrocement mutilés sont découverts par les habitants du voisinage.

## Hommages et Mémoire
Le mémorial de Sainte Radegonde est inauguré le 18 août 1946 et tous les ans, le 17 août, donne lieu à une commémoration solennelle.
Louis Blasi est inhumé dans le cimetière de la commune de Torreilles, son village natal, près du carré militaire où ont lieu les cérémonies commémoratives. La place principale au cœur du village porte son nom depuis 1945 et rend ainsi hommage à ce Torreillan, résistant et combattant des Forces françaises combattantes, « Mort pour la France ».
Le nom de Louis Blasi se trouve aussi sur les listes des monuments suivants:
- Monument aux morts de Torreilles devant la mairie.
- Mémorial de l’Hôtel de Police à Carcassonne.
- Plaque commémorative sur le parvis de la cathédrale Saint-Michel à Carcassonne.
- Mur du souvenir du Grand Orient de France, 500 francs-maçons du Grand Orient de France victimes du nazisme et du régime de Vichy.

La Grande Chancellerie de l’Ordre de la Libération a attribué à Louis Blasi la médaille de la Résistance française à titre posthume en mars 1960.

## Décorations
- Chevalier de la Légion d'honneur[Quand ?]
- Médaille de la Résistance française
- Croix de guerre 1914–1918
- Croix du combattant
- Médaille interalliée de la Victoire
- Chevalier de l'ordre du Mérite agricole
- Médaille commémorative d'Orient
- Officier du Nichan Iftikhar
- Officier du Ouissam alaouite
- Médaille d'honneur de la Police nationale
- Officier d’académie
- Croix de guerre Serbe